# Pniewska Górka
Pniewska Górka (dawn. Górka Pniewska) – część miasta Nasielsk położona w Polsce, w województwie mazowieckim, w powiecie nowodworskim, w gminie Nasielsk.
W latach 1975–1998 miejscowość administracyjnie należała do województwa ciechanowskiego.